# Biserica „Sfântul Ioan Botezătorul” din Cerneți
Biserica cu hramul „Sfântul Ioan Botezătorul” este unul din numeroasele monumente istorice din localitatea Cerneți, comuna Șimian, județul Mehedinți. Biserica se află pe noua listă a monumentelor istorice sub codul LMI:  MH-II-m-B-10285.

## Istoric și trăsături
Ctitorii bisericii sunt Ioan Grecescu, Ștefan Miculescu, Ioniță Armeanu în anul 1820. Suma cheltuită pentru zidirea bisericii a fost de 555 de taleri. În exterior se remarcă panourile, dispuse pe două registre, delimitate de un brâu. Cele din registrul superior sunt arcuite, iar cele din registrul inferior sunt dreptunghiulare. Are o singură turlă-clopotniță și un pridvor deschis, delimitat de o balustradă de zidărie, ce sprijină coloanele legate prin arc simplu. Biserica a fost pictată de zugravul Popa Mihai din Târgu Jiu ajutat de calfa Popa Dobre. Tabloul votiv cuprinde portretele ctitorilor, însoțite de familie (soție, fiu, fiică, cumnat). 

## Imagini

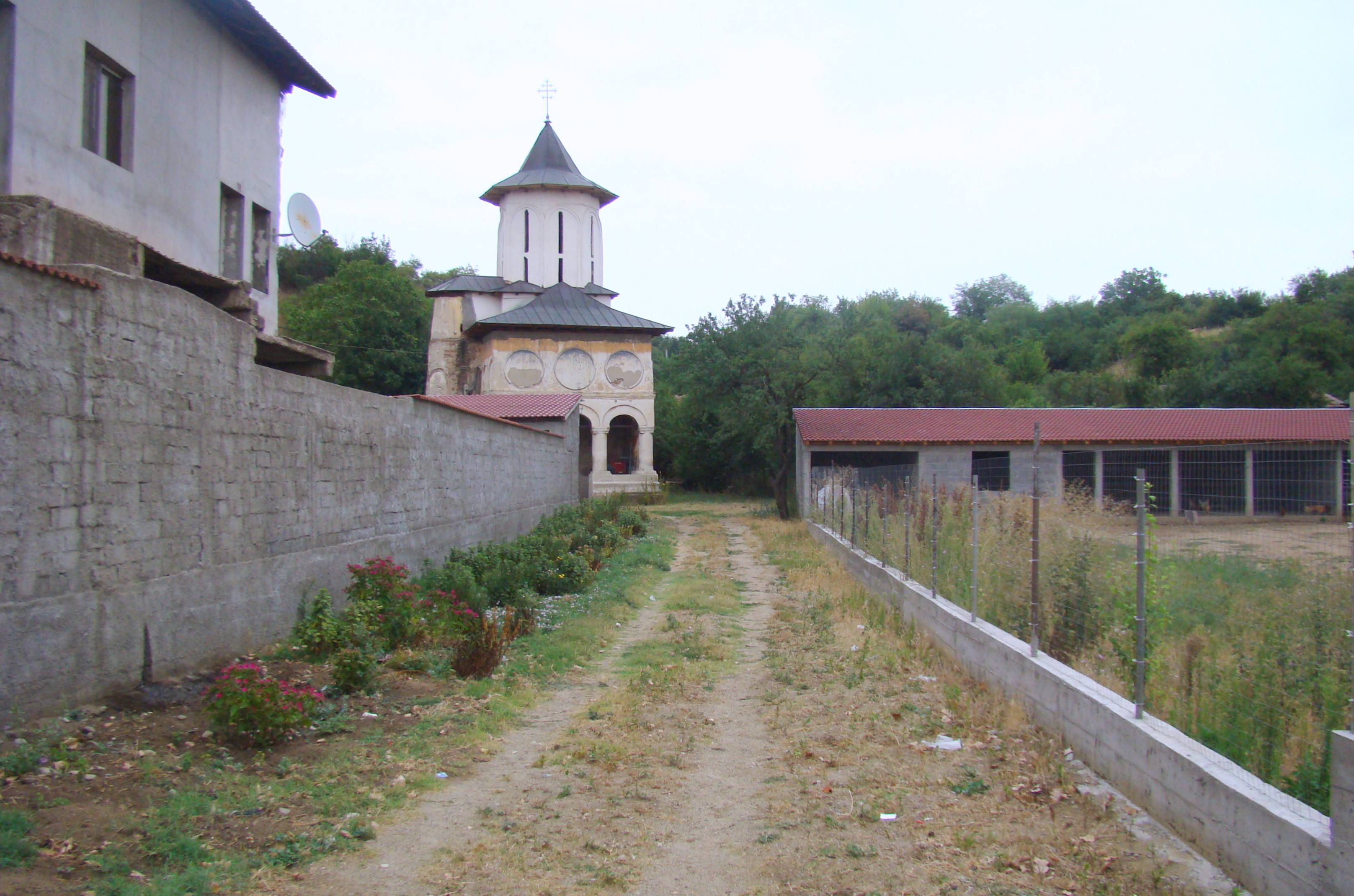
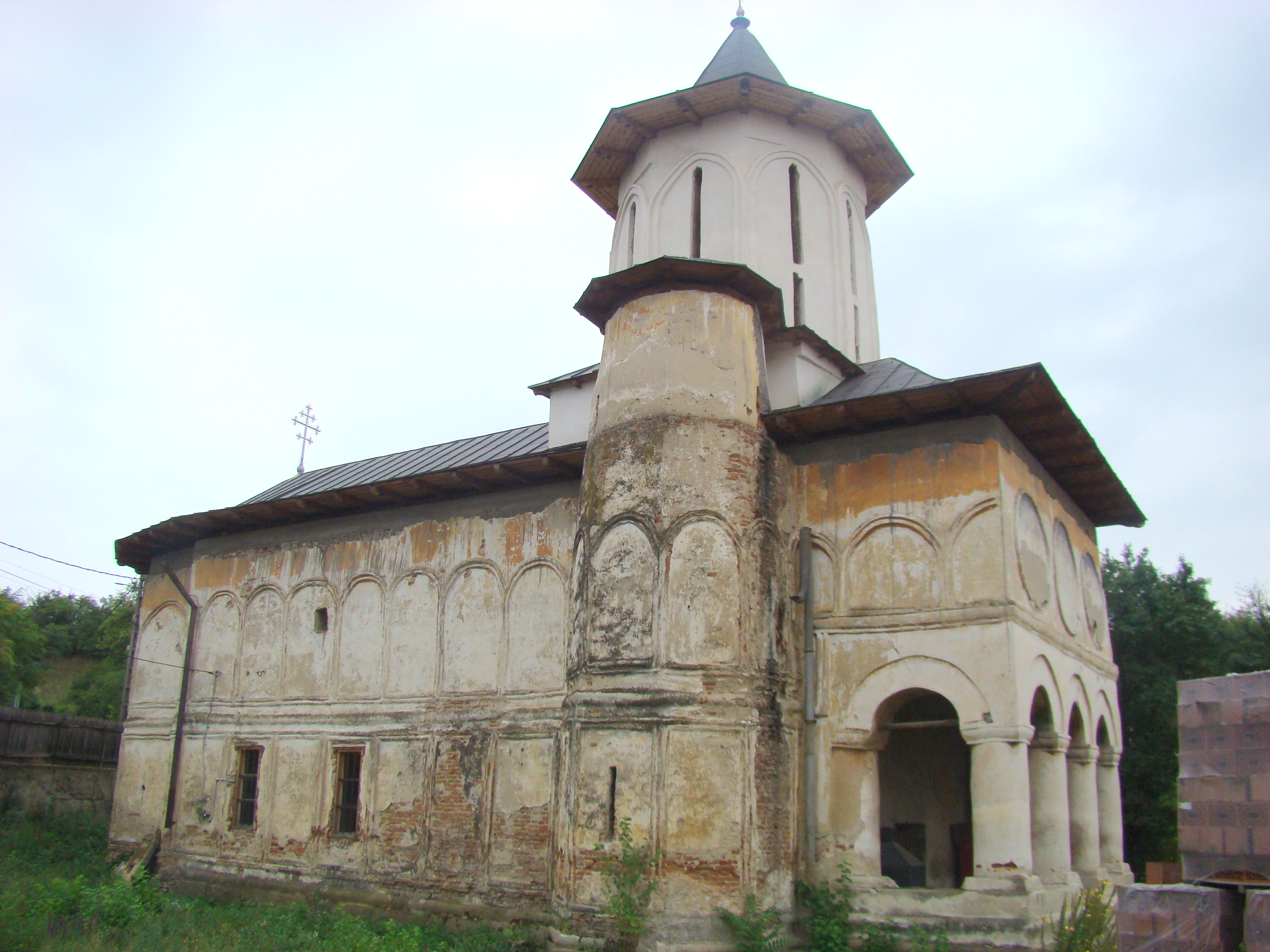
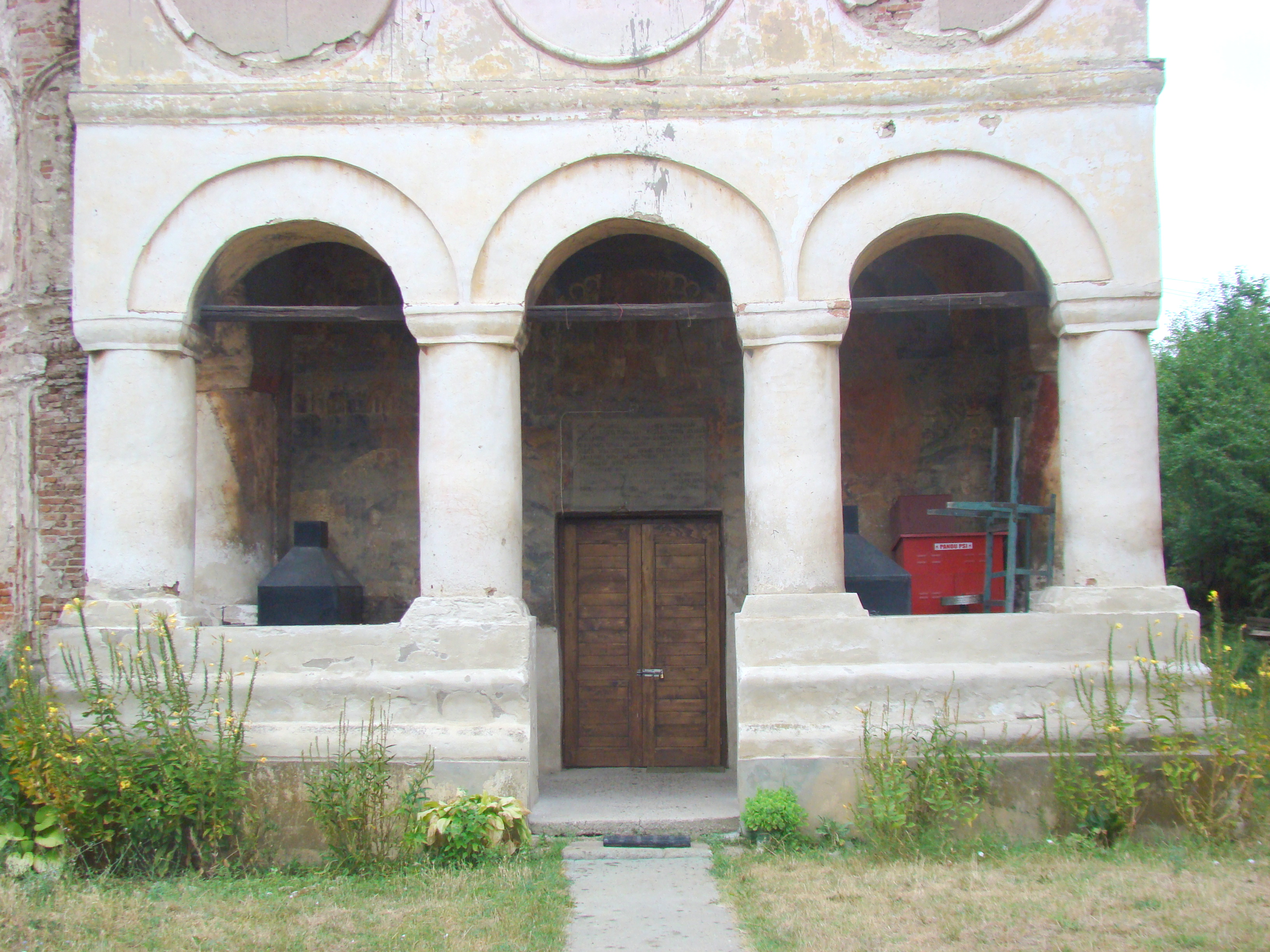
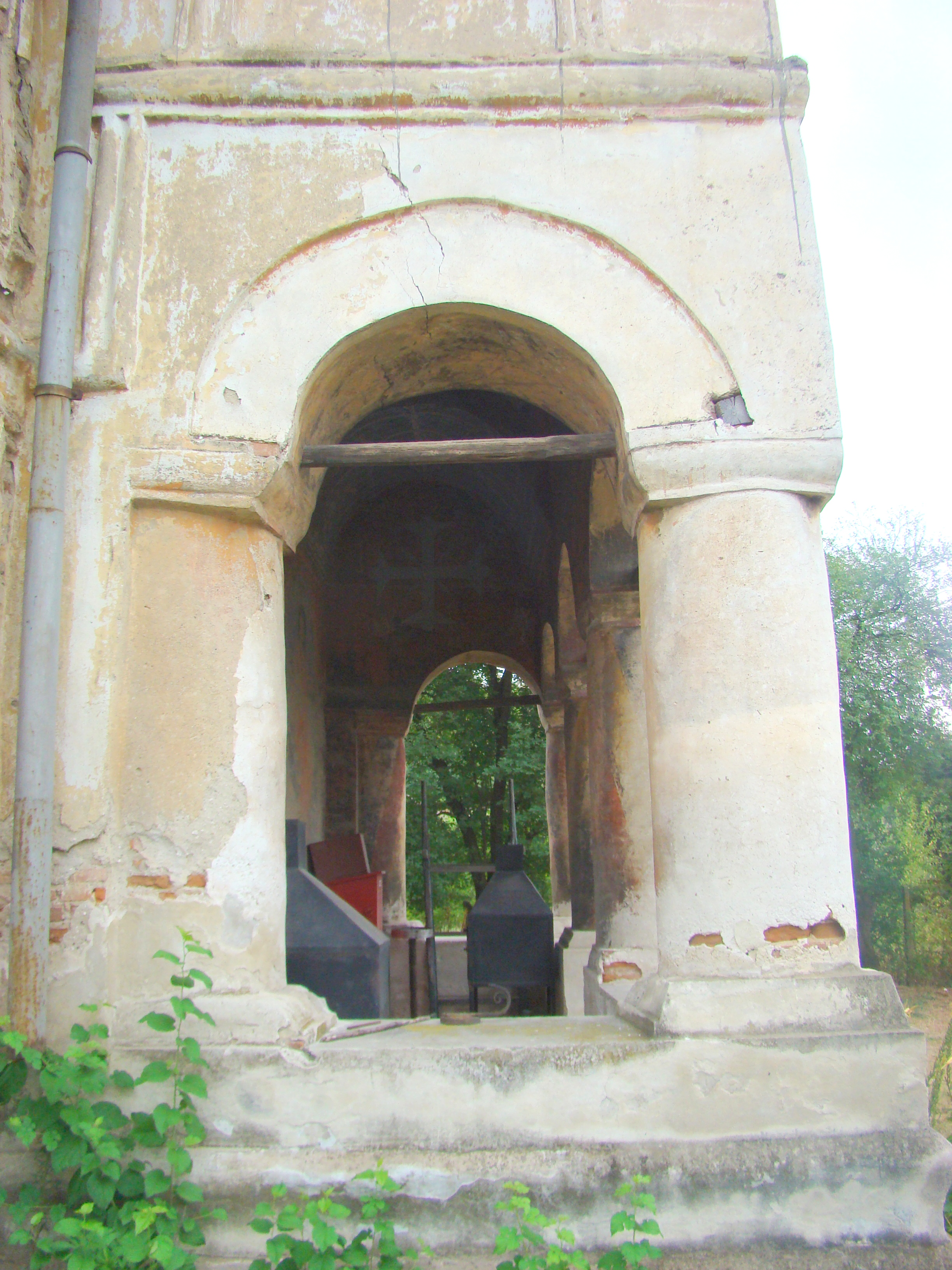
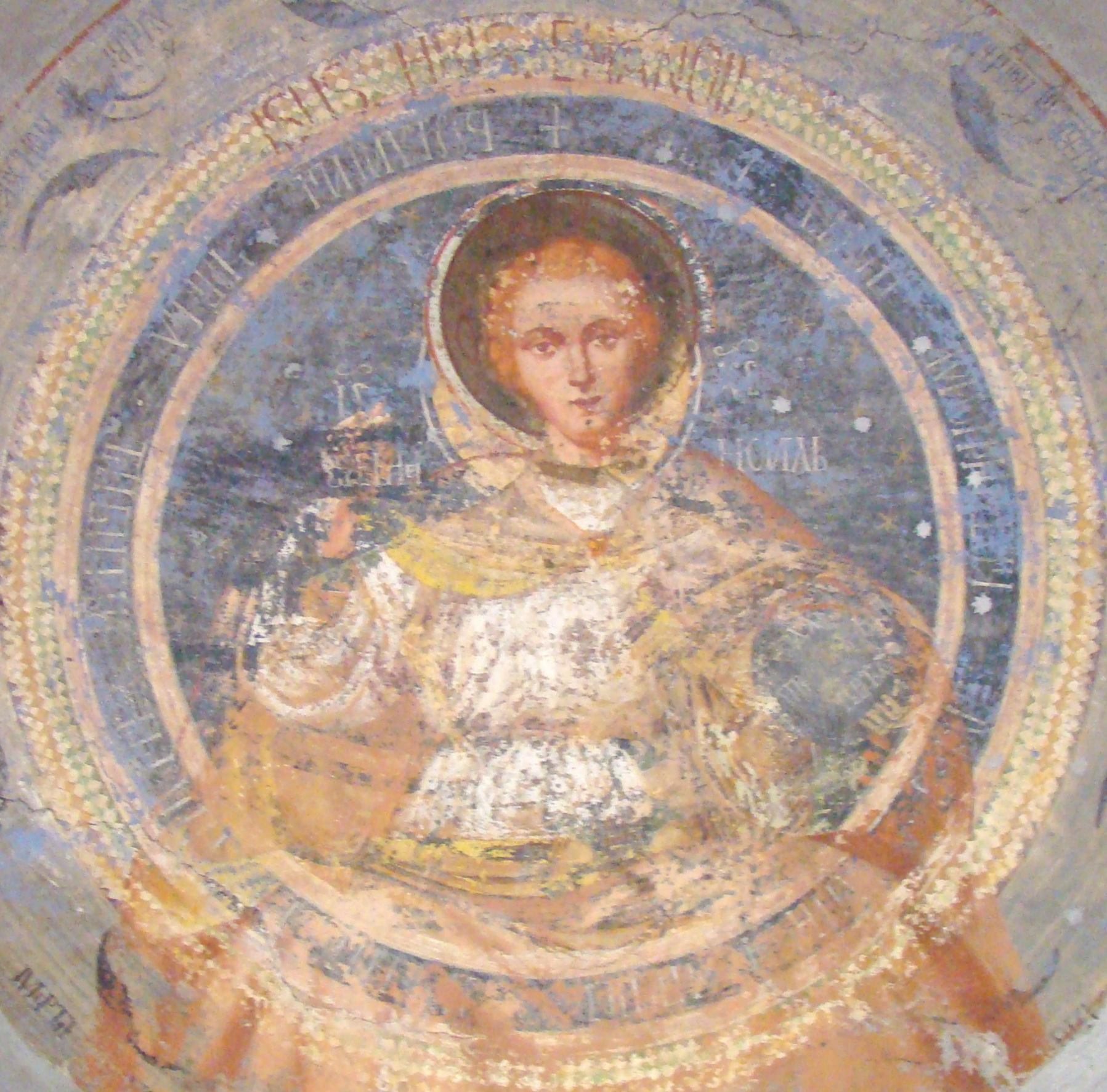
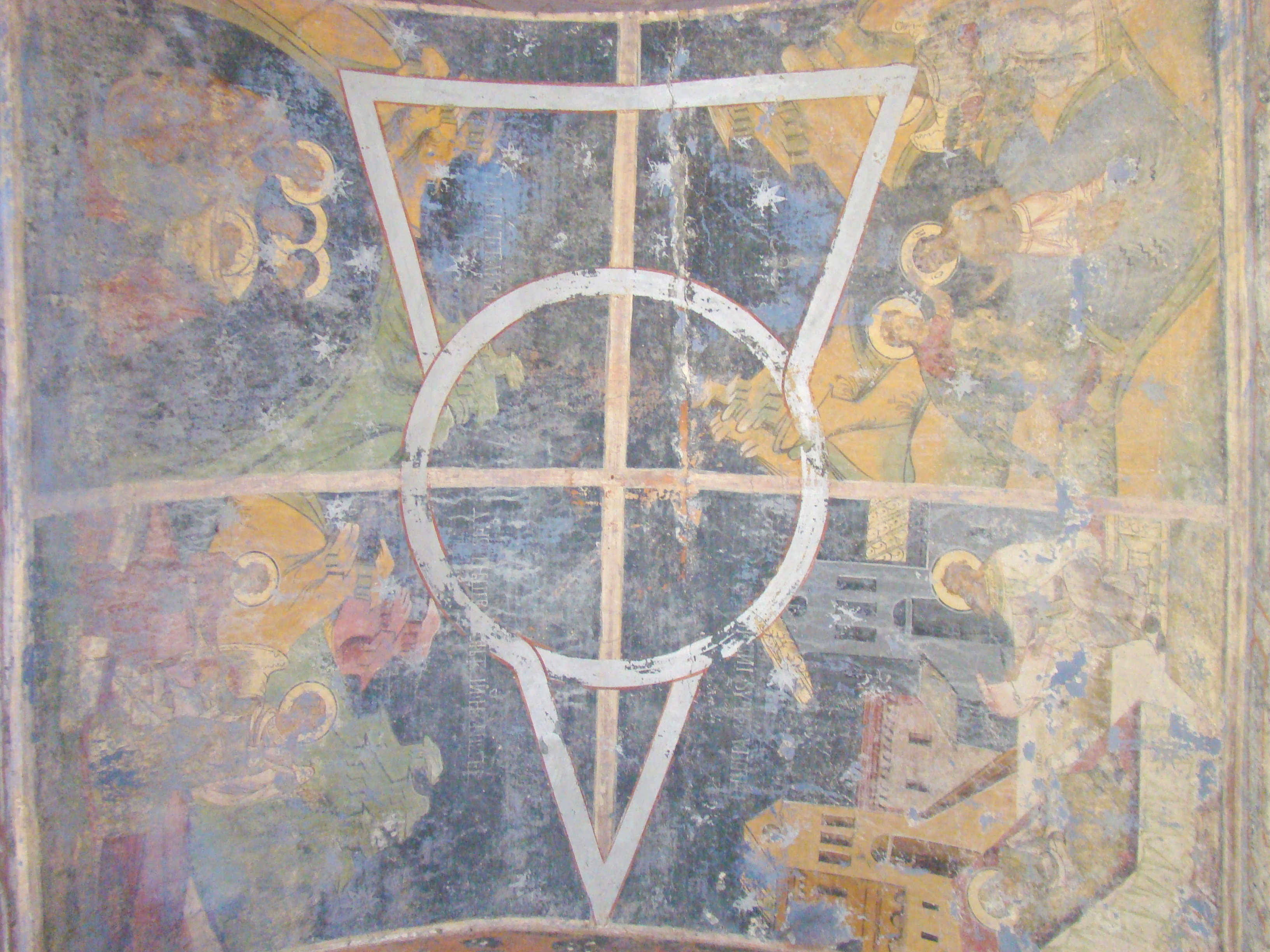
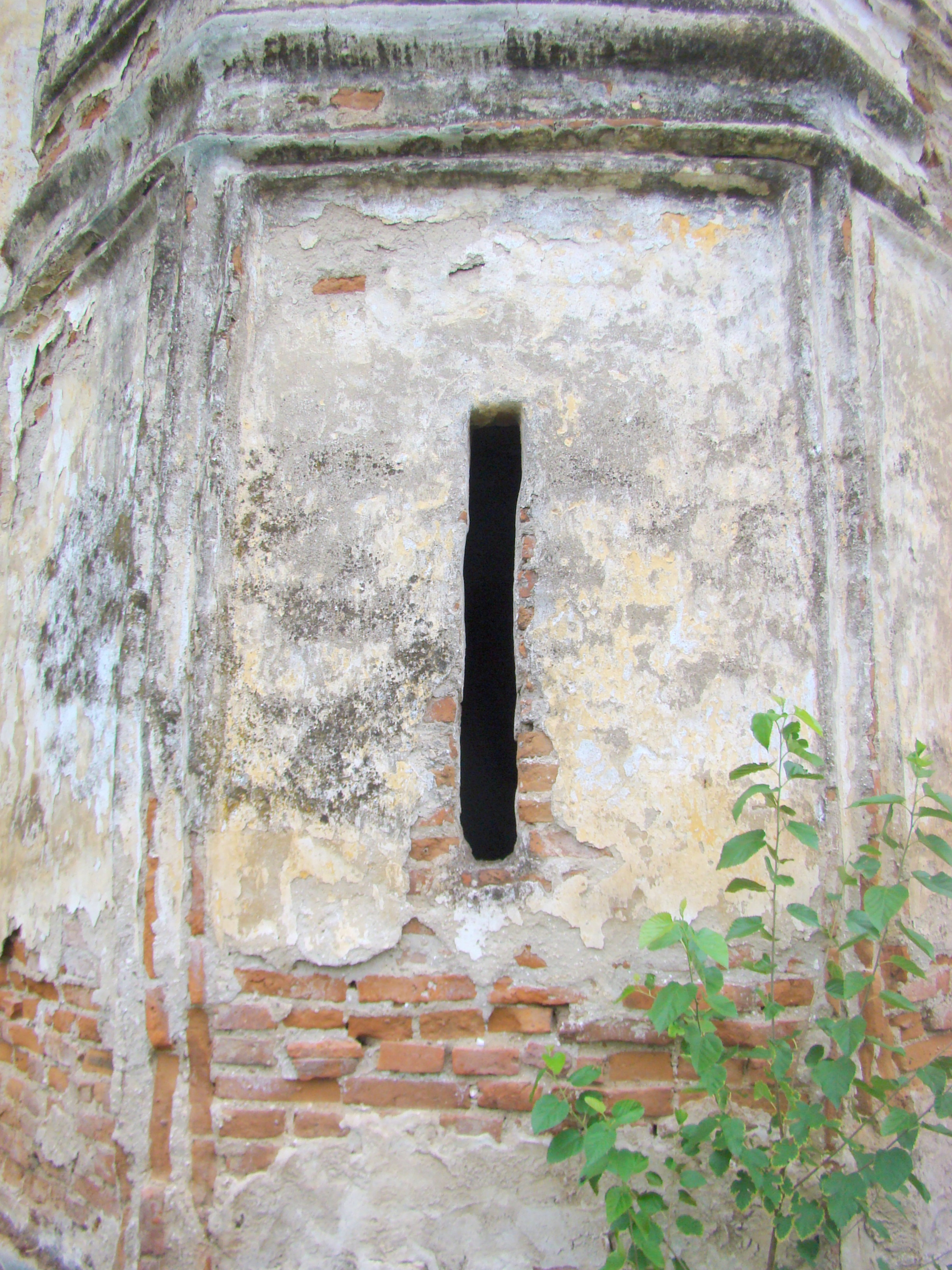
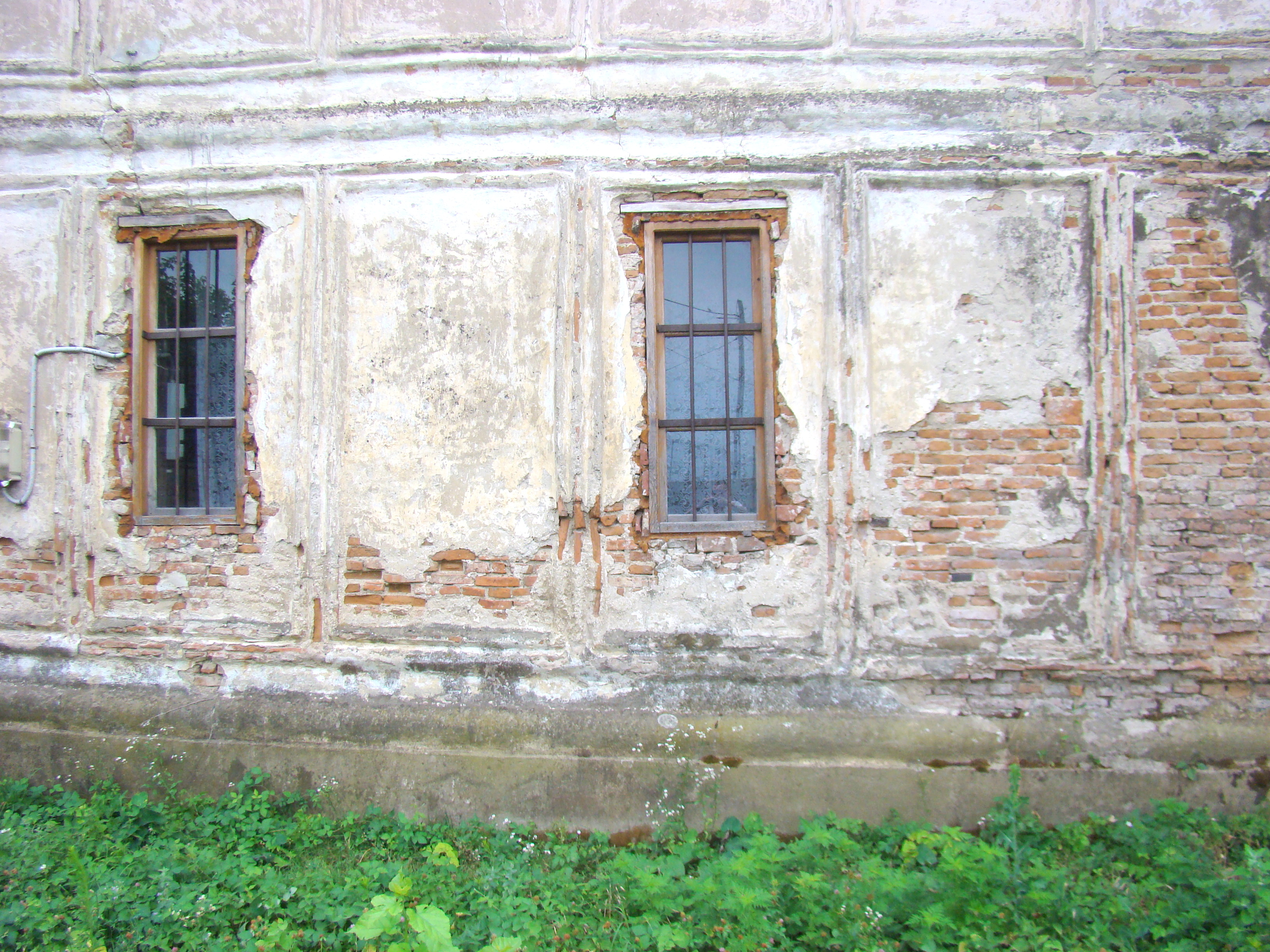
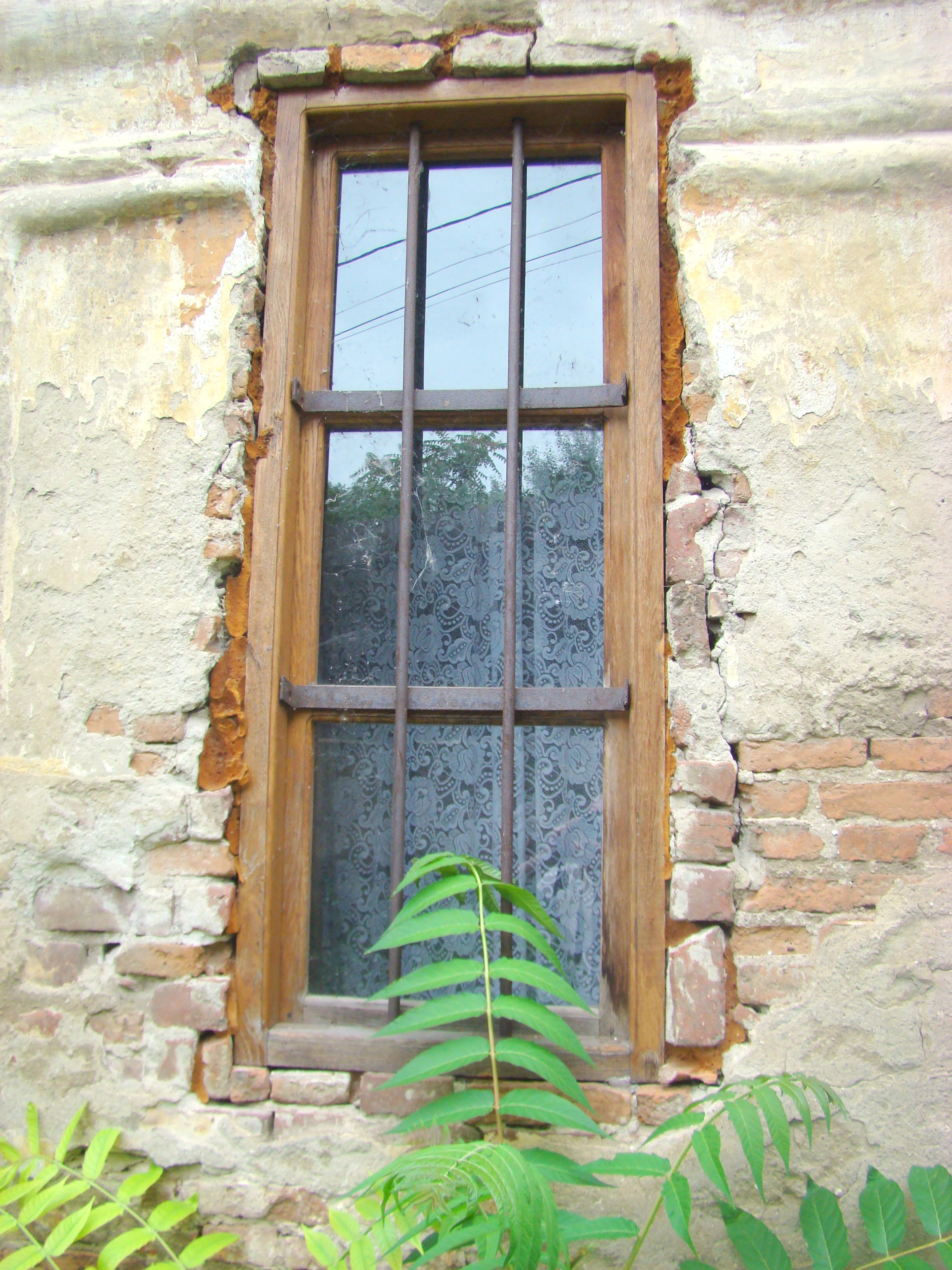
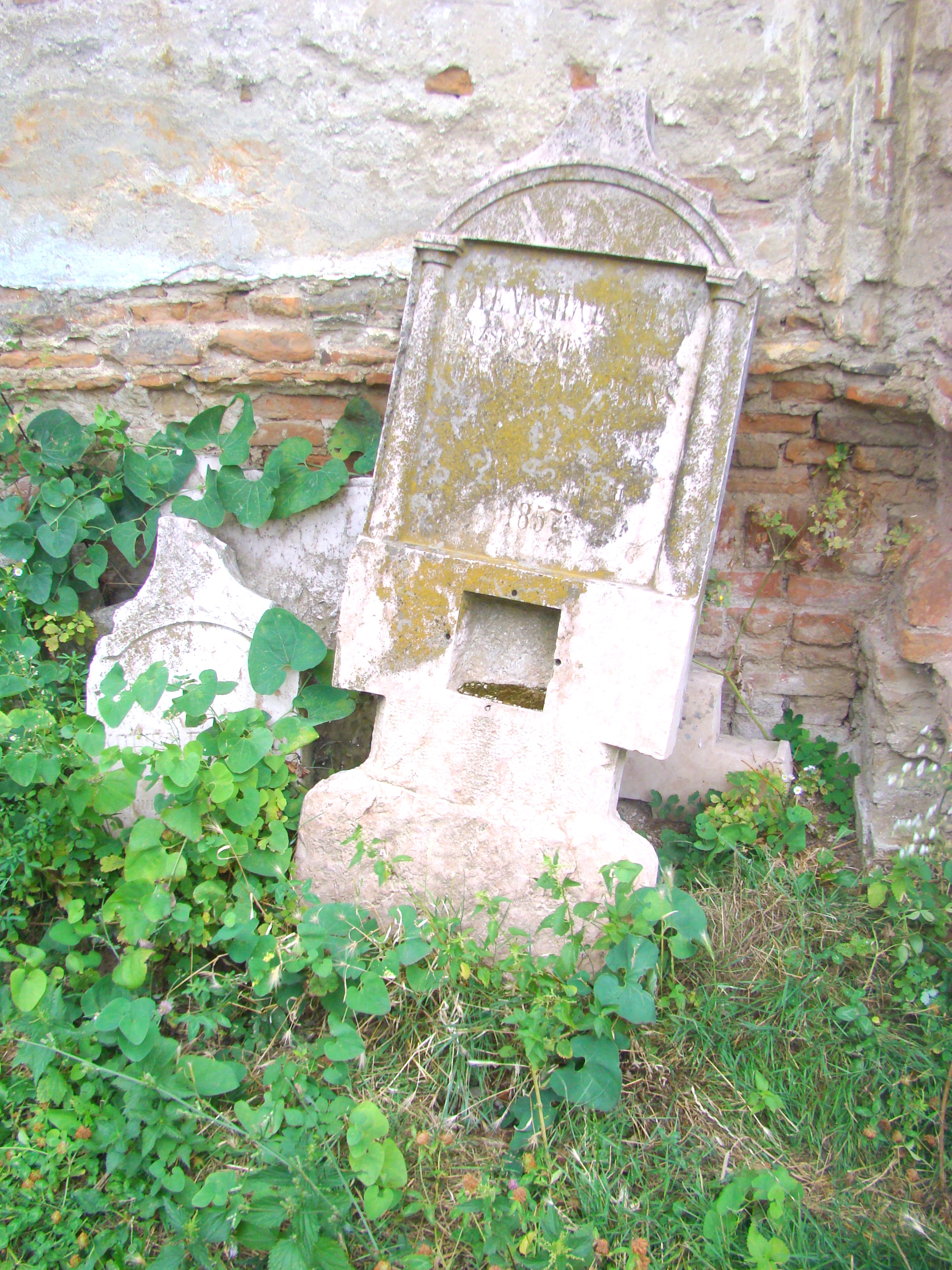
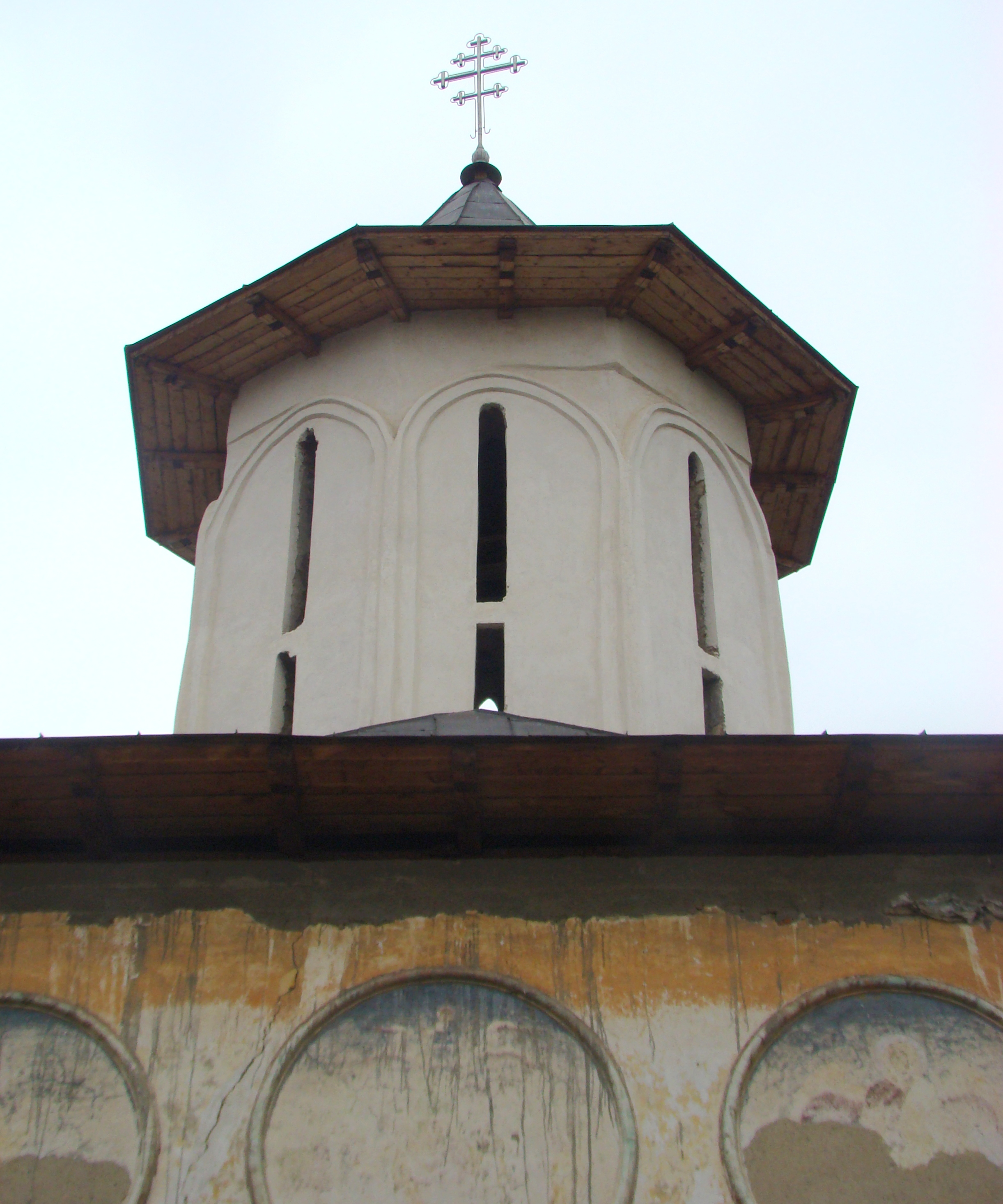
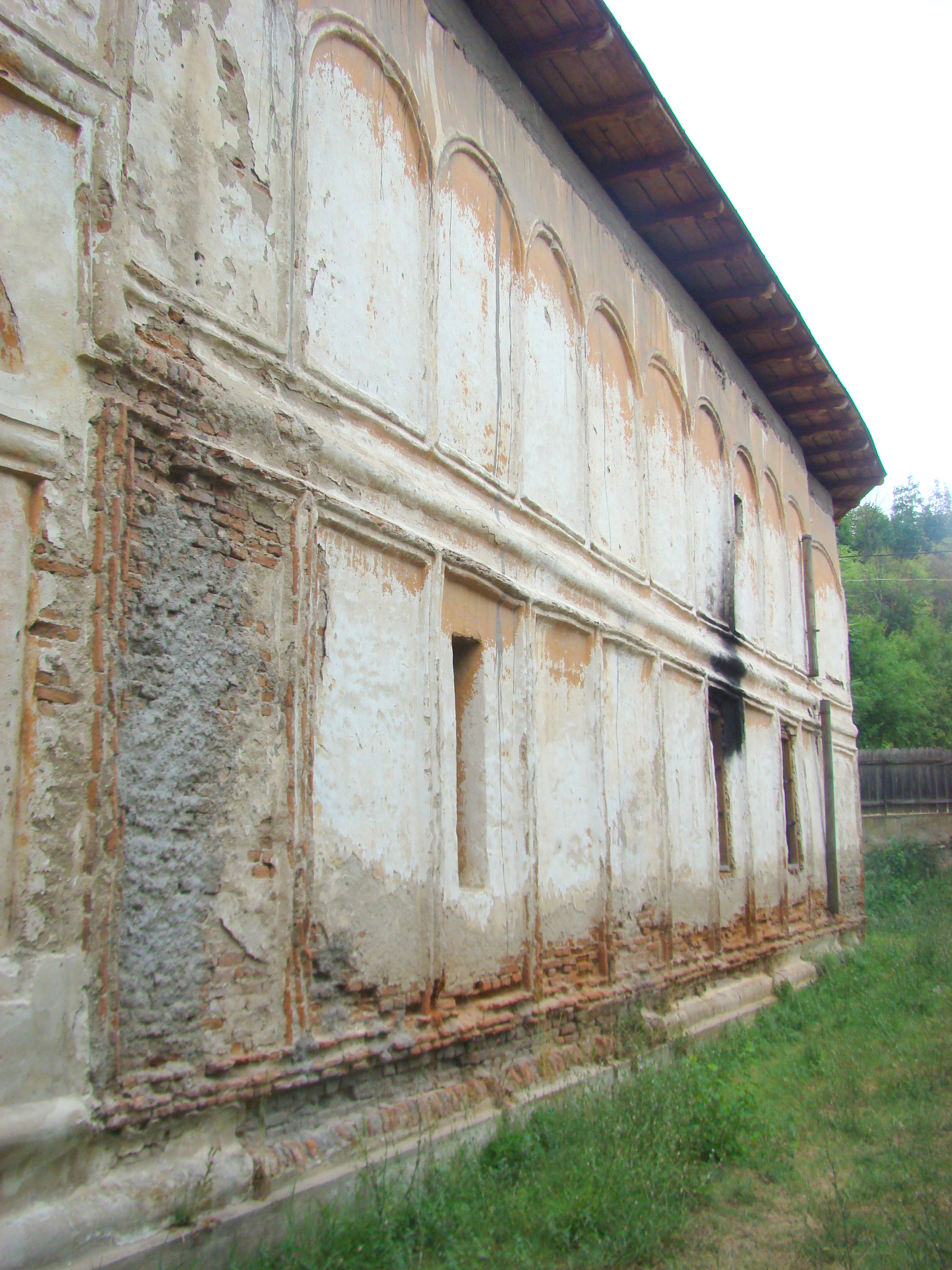
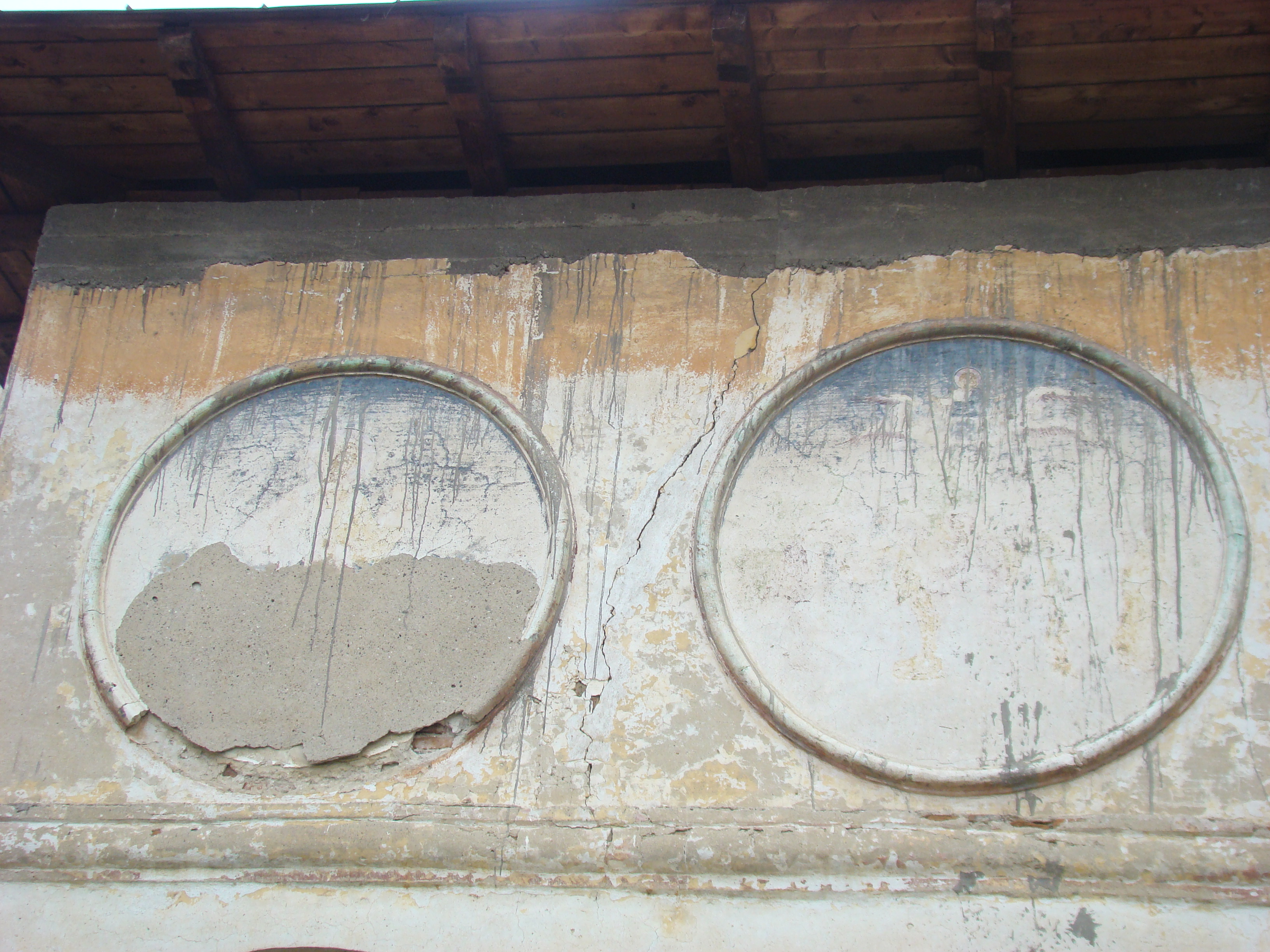
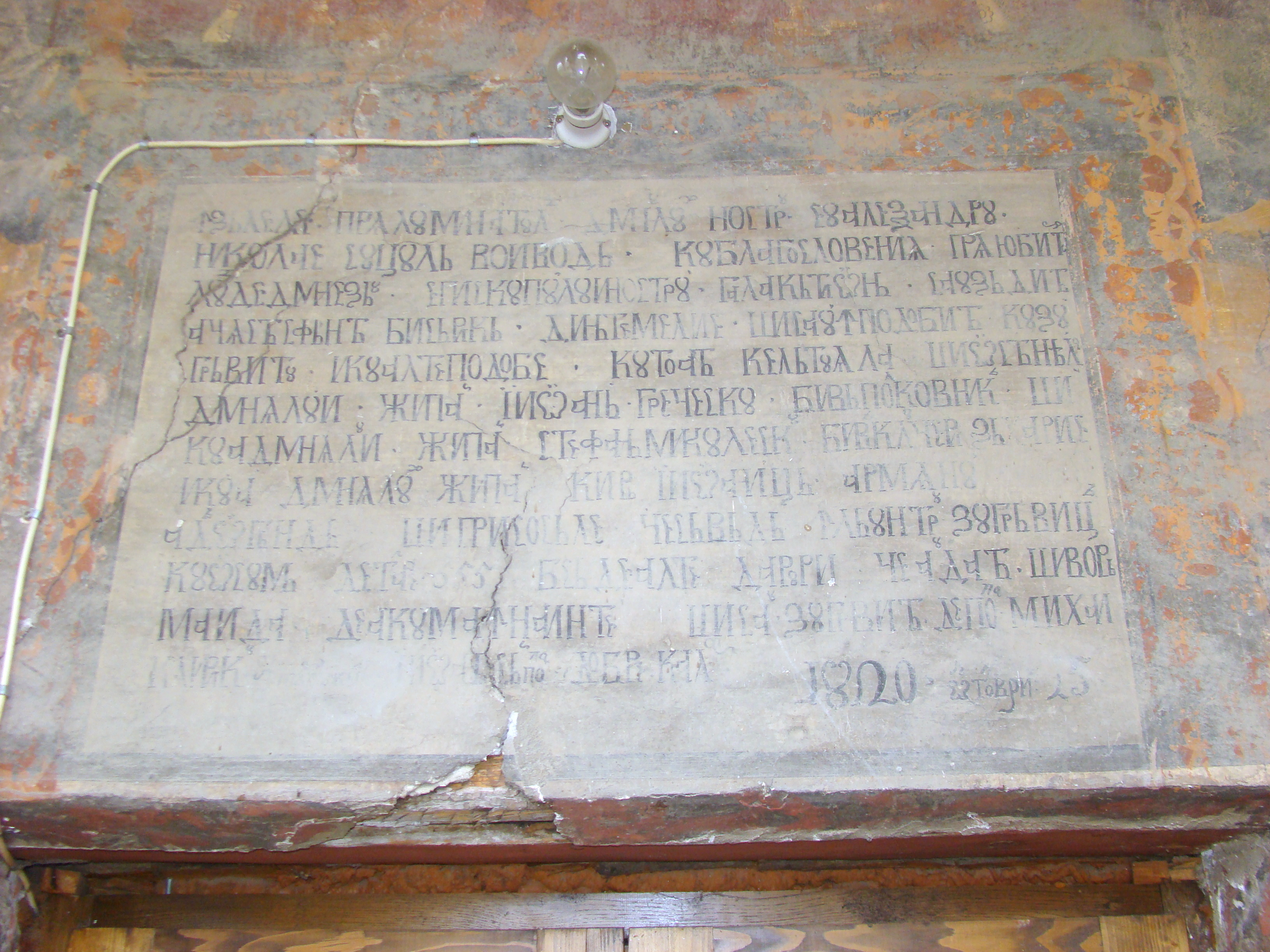
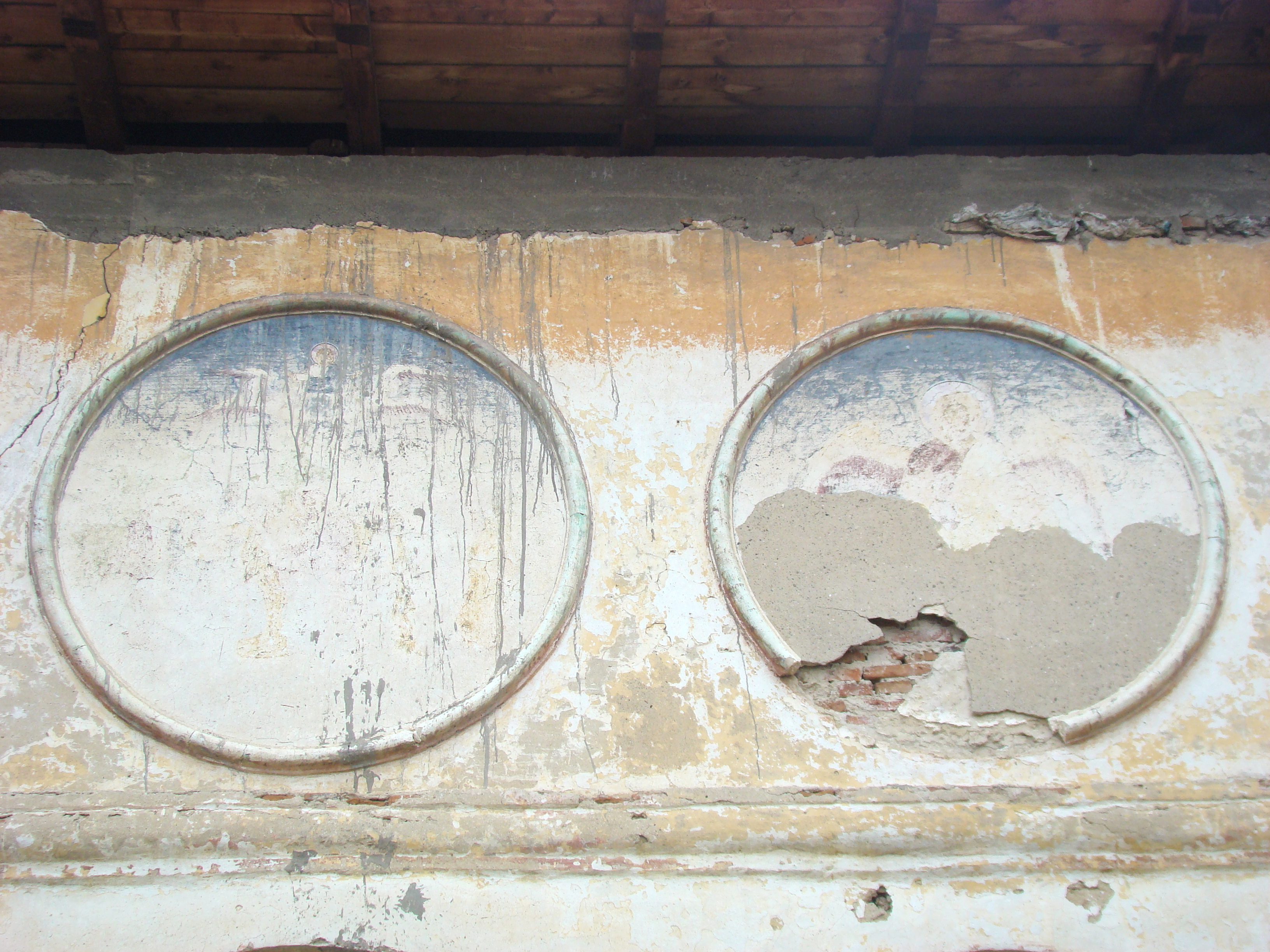
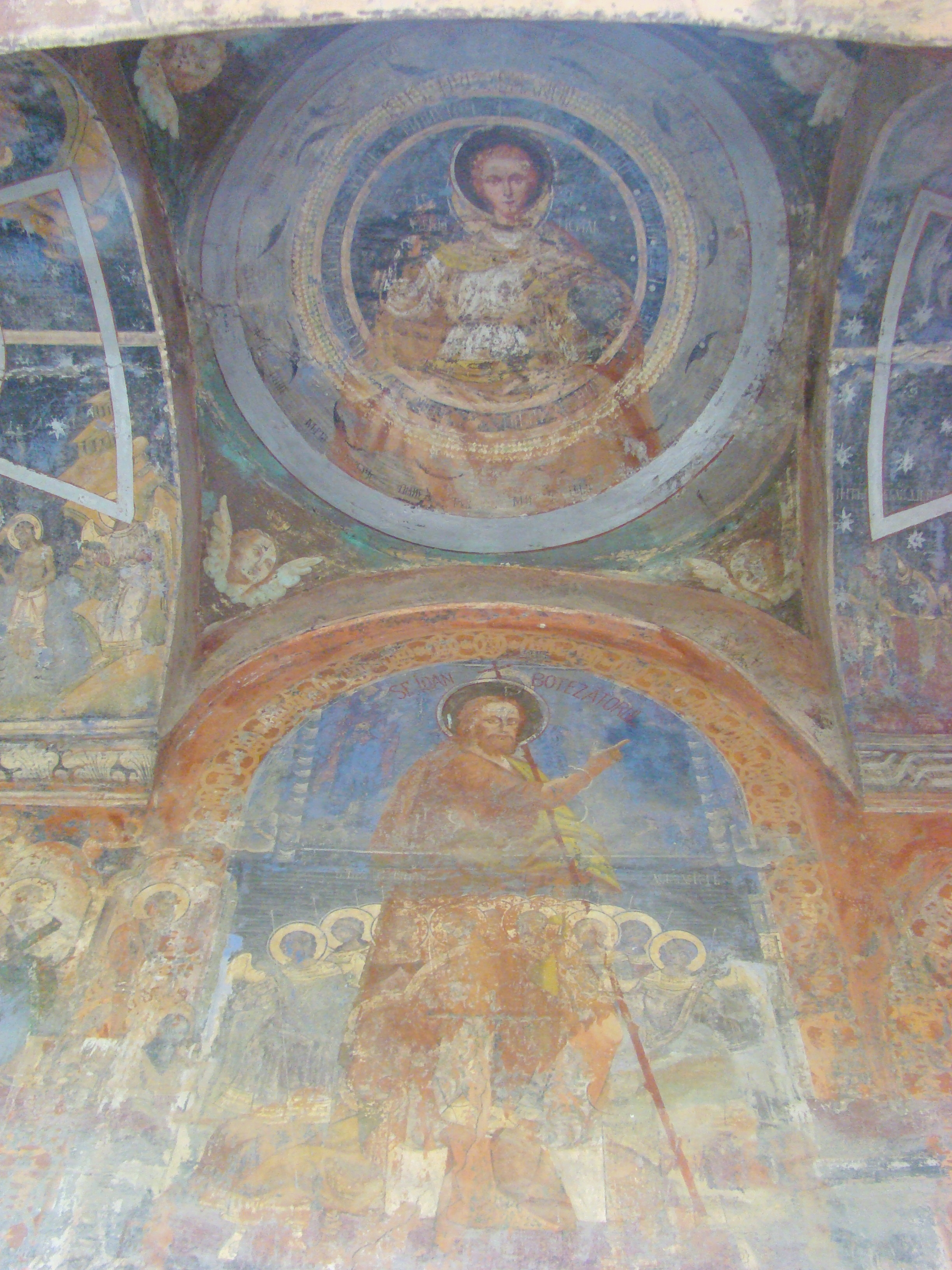
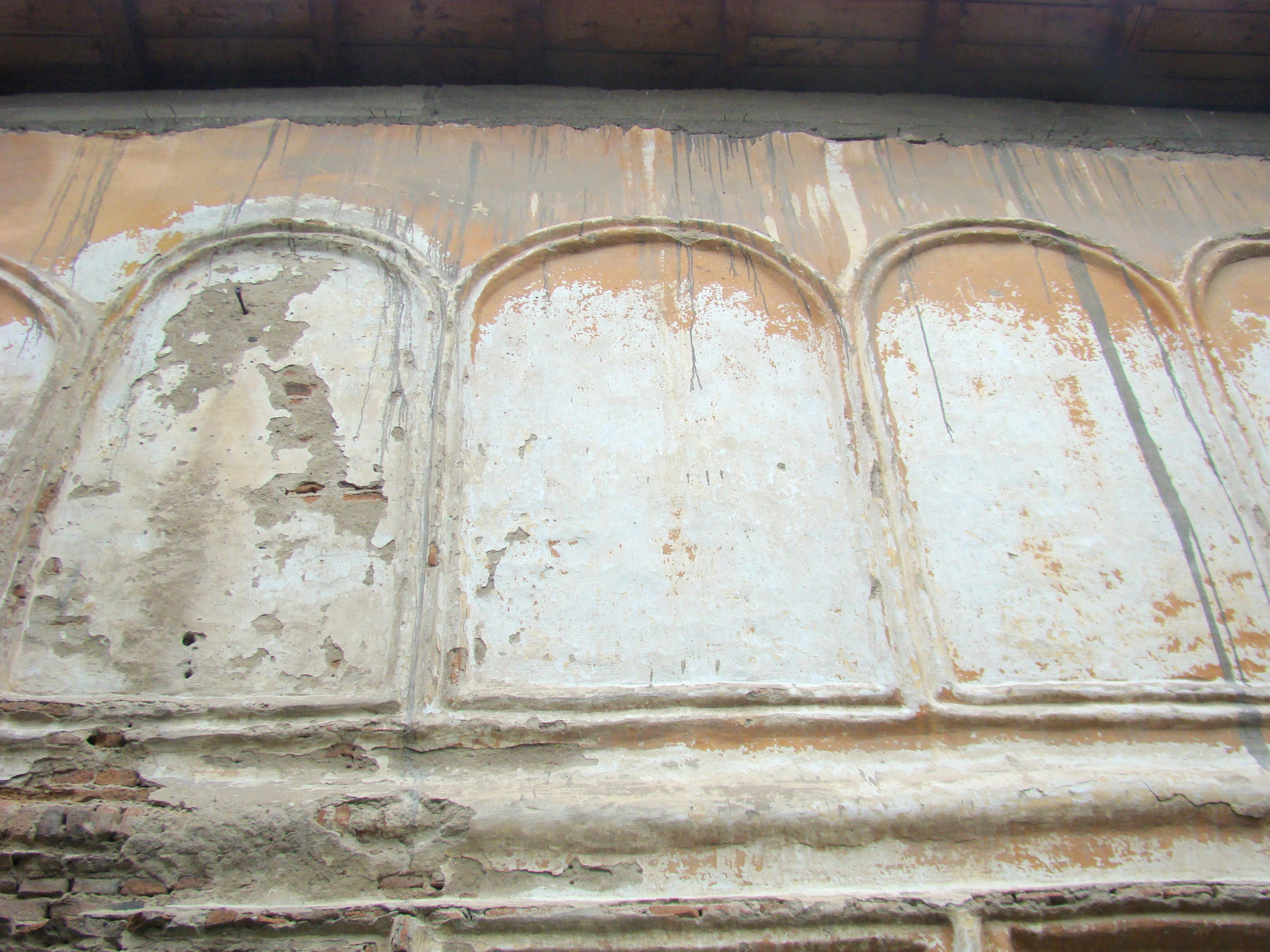
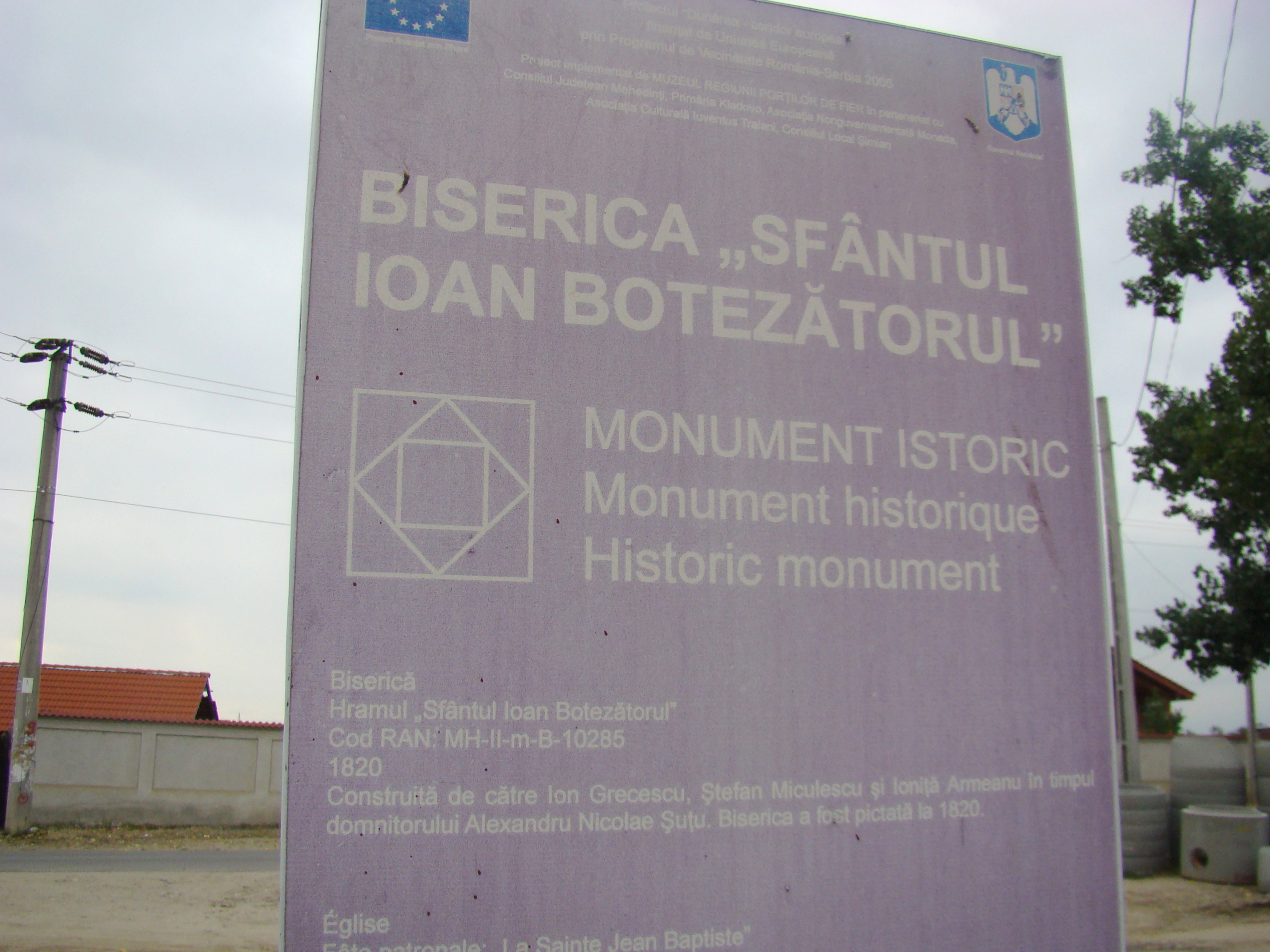